# Antoine Casimir Marguerite Eugène Foudras
Antoine Casimir Marguerite Eugène Foudras (Lyon, 19 de novembro de 1783 — Lyon, 13 de abril de 1859) foi um advogado e naturalista francês, especificamente um entomólogo especializado em filoxera e besouros-saltadores, e botânico, sendo responsável também pelo colecionismo de insetos europeus, principalmente pela região de nascimento como nos arredores franceses, na região histórica de Bresse ou nos Alpes Ocidentais. Mesmo com grande interesse em estudos da natureza, inicia influenciado por seu pai, sua carreira no empresariado, depois se dirigindo ao direito e trabalhando por algum tempo no cargo de advogado. O estudioso realizou algumas poucas descrições de gêneros e famílias de besouros-saltadores, das quais três permanecem atualmente e duas são, agora, consideradas sinônimos. Juntamente a Étienne Mulsant e Claudius Rey, Foudras é considerado um dos membros mais importantes da escola entomológica de Lião do século XIX.

## Biografia

### Início de vida, educação e família
Antoine Casimir Marguerite Eugène Foudras nasceu em Lião em 19 de novembro de 1783. Era filho de Sébastien Foudras, originário da comuna de Bessans no departamento francês de Saboia, e de Marguerite Madinier, originária de uma família nobre da região. Em 1795, após uma invasão do Diretório na região, apoiada pelo governo, seu pai decide se retirar com a família para Orliénas, prevenindo prisão ou cadafalso; neste período, se estabeleceu em uma propriedade e adquiriu uma parte do rebanho anexo ao prédio. 
Depois de algum tempo, retornaria para Lião, matriculado na escola central, onde, com auxílio financeiro de seu pai, inicia seu primeiro escritório em uma pequena propriedade. Passa a improvisar coleções de insetos próprias, embora a umidade causasse a rápida deterioração destas. O escritório receberia a visita de Charles de Villers, responsável por uma das traduções francesas do Systema Naturae de Lineu, que pediu para que entregasse-o um dos seus espécimes raros.

### Primeiros trabalhos e casamento
Seria introduzido a um empresário por seu pai, empregando-o em um escritório em Me Ailloud, depois para um escritório em Me Verdun, para o cargo de assistente de um advogado, sendo promovido a primeiro-secretário. Ao se desligar deste emprego, estava graduado em direito e inscrito na Ordem de Advogados. Foi nomeado procurador de primeira instância a 25 anos de idade. Mesmo assim, ainda continuava dedicado à história natural. 
Tendo adquirindo experiência após um tempo, desenvolveria  técnicas importantes para a conservação dos insetos, entre as quais algumas são utilizadas até os dias atuais. Étienne Mulsant atribui a Foudras a ideia de introduzir um alfinete no abdômen, para montá-los, assim como a separada da parte anterior e posterior das libélulas para a limpeza dos fluidos e partes mucosas com o auxílio de um instrumento similar a um bastonete. Em 17 de janeiro de 1816, Foudras se casaria com Mile Jenny Peyot, filha de um comerciante da cidade. Sua esposa seguiria os passos do entomólogo e lhe acompanharia nas expedições de caça a insetos. No mês de setembro de 1821, viajariam para Chamonix, estudando a região dos Alpes e Mont-Blanc. Em 1822, ao lado de outros entomólogos franceses, incluindo Mulsant, seria um dos membros fundadores da Société Linnéenne de Lyon, servindo como vice-presidente da mesma entre 1825 e 1826. Em 1825, seguiriam, dessa vez para o sul, para as províncias de Avignon e seus arredores, incluindo Marselha e os vales de Montredon. As suas expedições também incluíram muitas das províncias do sul.
Em 1837, Foudras venderia seu consultório de entomologia, se dedicando completamente à esta última atividade. Nisso, decidiu se especializar no estudo dos "Altisides", besouros-saltadores da subfamília Alticini, Chrysomelidae, constituída principalmente de pragas agrícolas. Em 1838, quando Jean Victor Audouin foi convocado pelo governo francês para uma apuração da origem e causa das filoxeras que prejudicaram as vinheiras, usaria das descrições de Foudras, procurando a maior quantidade de informações possíveis sobre o inseto. Em 1839, agora independente, passa a dedicar maior parte de seu tempo variando e repetindo suas excursões entomológicas, tempo que antes era ocupado administrando os negócios da família; frequentemente, visitaria desde as montanhas da comuna de Izeron e a duna de Pilat, às mais pitorescas nos arredores de Grande Chartreuse.
Ele faria diversos percursos em Marselha, visitaria os arredores de Toulon e Hyères, planejando retornar, novamente à Nîmes e Montpellier, porém, um acidente no caminho quase interromperia sua expedição e sua vida. Enquanto retornam para Toulon, por volta de uma hora da manhã e numa noite bastante escura, dentro de uma carroça junto da esposa e filhos, num trote bastante rápido, nas gargantas de Ollioules. Durante o caminho, Foudras e sua família, se deparam um boi ensanguentado à beira da estrada principal, que bloqueava o caminho. Assustados com o cheiro de sangue que impregnava o solo, os cavalos se atiram abruptamente em direção à outro caminho que, neste ponto, se separava da estrada principal. O postilhão, querendo colocá-los de volta na estrada, virou sua carruagem. Houve uma queda e, com o impacto Foudras, alojado no cupê, teve um contusão acima do olho, ao que sua filha teve um grave ferimento na cabeça. Chegando a Marselha, Foudras, inquieto, seria acalmado apenas por um médico responsável que tratou dos ferimentos dos passageiros; mesmo assim, no dia seguinte retomou a estrada para Lião com sua família.

### Colecionismo e pesquisas sobre besouros-saltadores
Em 1842, decide tratar particularmente sobre os "Altisides", dos quais já adquirira um enorme catálogo. Com a informação de seu projeto se espalhando, Foudras passa a ser notificado com várias ofertas generosas de vários entomólogos, porém, recusando a sua maioria, decide limitar-se a aceitar algumas comunicações parciais. Inicialmente, ele acreditava que explorando várias regiões do país, poderia encontrar, sozinho, todas as espécies deste grupo que poderiam ser encontradas na França. No entanto, ele entrou em contato, pelo menos temporariamente, com um grande número de naturalistas ao redor da Europa, em Londres, Rússia, Itália, Alemanha e Bélgica.
Com isso, ele passaria a procurá-los incansavelmente como antes. Em julho do mesmo ano, atravessa Maciço da Chartreuse; depois, descendo na localidade de Uriage-les-Bains, onde coletou um Carabus nodulosus, anteriormente considerada uma espécie estrangeira na França. No ano seguinte, seu filho, estudante de medicina em Lião, teve que passar por exames na frente dos professores da escola de Montpelier. Foudras aproveitou ansiosamente esta oportunidade para explorar com ele e Rey uma parte dos departamentos de Gard e Hérault. Eles partiram em 25 de maio e, durante cerca de um mês, visitaram sucessivamente os campos de Beaucaire e os montes adjacentes, as margens do Lez, os arredores de Montpellier, de Cette, de Castelnau, as salinas de Port Juvénal, as margens do Mosson, Aigues-Mortes com as suas planícies arenosas, os seus sapais e os seus pinhais e as encostas áridas em torno de Nîmes. No final de agosto, se dirigiu novamente ao deserto da Grande Chartreuse.
Em 20 de maio de 1844, se dirigiu para a região histórica de Provença, sendo auxiliado por Georges Roffavier, botânico da região. Depois, seguiram para Draguinhão com um guia, destinando-se então para Grasse e, posteriormente, para Antibes e Cannes, nas proximidades, nos bosques do Maciço de Esterel, em Fréjus e nas praias de Saint-Raphaël, onde avistou as espécies Anoxia scutellaris, Anomala devota e uma variedade de Calicnemis. Seguindo para as colinas de Saint-Mandrier-sur-Mer, no lado oposto de Toulon, se estabelecendo durante alguns dias em Hyères e retornando sua expedição, dessa vez em direção à Marselha, passando por desfiladeiros e rochas até Monthelon, finalmente, após aproximadamente um mês, retornarem à Lião com uma série de insetos.
Em setembro, se aventurou, acompanhado por Francisque Guillebeau, pelas montanhas calcárias de Villebois, na antiga Chartreuse des Portes e nos pântanos de Serrières, onde encontraria, notavelmente, Odacantha melanura. Pouco tempo depois, em 22 de outubro do mesmo ano, escalaria novamente o Monte Colombier, onde encontraria uma variedade de espécies, incluindo Microrhagus sahlbergi e um bom número de Altica hipophaes. Em 1847, suas viagens começaram a se tornar cada vez menos frequentes: em maio, para Gard e Hérault e em julho para Grande Chartreuse. Partindo daí, as suas expedições mais distantes seriam para Izeron, Pilât ou Colombier.
Sem as viagens, Eugène Foudras passa a se dedicar à dissecação e a pesquisa destes "Altisides", agregados durante suas viagens, sendo auxiliado neste trabalho por seu filho. Ao mesmo tempo, Foudras se ocupava reclassificando as famílias de besouros em sua coleção, produzindo novas monografias a serem publicadas. Sua publicação seria atrasada por causa da condição de saúde de seu filho, obrigando-o a abandonar o projeto temporariamente. François-Fabien, descobrindo estar sofrendo de tuberculose, morreria em 18 de julho de 1855. Após a morte de seu filho e auxiliar nas obras de entomologia, seu trabalho e a vida se tornariam mais difíceis.

### Pesquisas paralelas sobre afídeos e morte
Nos primeiros anos após o falecimento de François-Fabien, Foudras se desviaria das suas pesquisas sobre história natural e perderia gradualmente seu interesse por besouros-saltadores. Durante este período, seu novo alvo de pesquisas se torna os afídios apteros. Enlutado e depressivo, começou a perceber sintomas como perda de memória e inteligência afetada, mesmo assim, sua constituição forte parecia lhe oferecer uma vida longa. Com um interesse pelos besouros-saltadores se mostrando novamente, desistiria da sua pesquisa sobre afídios.
Em um domingo, 3 de abril de 1859, decidiu realizar uma excursão de três ou quatro léguas sob um sol bastante quente. À sexta-feira seguinte, em uma manhã, percebendo um náusea e tontura, saiu de casa, esperando que isto pudesse resolver o problema. Algum tempo depois, entretanto, foi afetado por uma "congestão cerebral" e desmaiou inconsciente. Sendo reconhecido por um transeunte, retornou com auxílio até sua residência, porém, os esforços da família e a ajuda médica disponível não conseguiram evitar a morte do entomólogo. Em 15 de abril de 1859, Antoine Eugène Foudras morreria em decorrência dos efeitos em seu cérebro.

### Publicações póstumas e coleções
Com a morte do pesquisador, sua monografia sobre os "Altisides" seria publicada no Histoire Naturelle des Coléoptères de France pelo entomólogo e bibliotecário francês Étienne Mulsant, com a permissão dos membros restantes da família de Foudras. O manuscrito original não seria alterado, a fim de preservar a originalidade da obra. 
Seu herbário seria entregue ao doutor Perroud, contendo uma grande variedade de fanerógamas francesas. Seu insetário seria entregue para o Liceu de Lião. Setenta e duas amostras de mineralogia e vários outros objetos de história natural haviam anteriormente, quando este estava em vida, sido entregue à Sociedade Linneana de Lião, do qual o mesmo era um membro fundador e servira por um tempo como vice-presidente. O mesmo ainda entregaria cópias das obras De historia stirpium commentarii insignes, Enumeratio plantarum, Élements de Botanique e Historia Mundi de Gaius Plinius Secondo.

## Legado
Embora não seja amplamente reconhecido pela entomologia no âmbito internacional, Antoine Casimir Marguerite Eugène Foudras foi responsável ou colaborou em diversos trabalhos de destaque na pesquisa dos "Altisides" em língua francesa, dentre as quais são mais notáveis os volumes do Histoire naturelle des Coléoptères de France, uma colaboração de Étienne Mulsant, Eugène Foudras e Claudius Rey. Também são de sua autoria duas séries de descrições de espécies de "Altisides" encontradas em território francês, publicadas em Annales de la Société Linnéenne de Lyon.

### Dedicatórias e publicações
Algum tempo após sua morte, em 8 de agosto de 1859, no volume de Histoire naturelle des Coléoptères de France dedicado aos "Altisides" — que, embora escrito enquanto o autor estava vivo, foi publicado após sua morte — foi publicada uma nota de falecimento e uma biografia do pesquisador, intitulada "Notice sur Antoine-Casimir-Marguerite-Eugène Foudras" e com autoria atribuída à Étienne Mulsant, seu principal parceiro de trabalho.
Em sua homenagem foram nomeadas uma espécie de joaninha denominada de Brumoides foudrasii, além do gênero de besouros-saltadores Foudrasia, de autoria de Maurice Gilbert Perrot des Gozis, uma alteração de 1881 no gênero nomeado anteriormente Chalcoides, cunhado pelo próprio Foudras em meados de 1860, que atualmente se denomina Crepidodera.

### Conservação e destino das coleções
Seu insetário seria entregue para Lycée Ampère de Lião no ano de 1993, e posteriormente entregue ao Museu de História Natural de Lião. Sua coleção botânica seria entregue para a Faculdade de Medicina de Lião. O doutor Perroud, que recebeu o herbário de Foudras, adicionou ao conteúdo uma quantidade de espécies alpinas e meridionais. Sua coleção de conchas e a coleção de Fabien seriam adquiridas por Joseph Gabillot e integradas a coleção do último. Esta seria mantida dentro do Centro de Conservação e Estudo de Coleções de Lião.